# ButanGas
La ButanGas è una società per azioni, fra le prime ad operarare in Italia la commercializzazione del gas GPL. È un'azienda della Veroniki Holding SpA, che vanta la presenza in molti paesi d'Europa ed in alcuni paesi dell'Africa.

## Storia
La società venne costituita nel 1948 da Giuseppe Costantino Dragan, imprenditore di origine rumena. La sua intuizione, che il GPL sarebbe stato il nuovo combustibile domestico del futuro, gli consentì di ottenere un veloce sviluppo della sua impresa nel corso del boom che si verificò nel secondo dopoguerra.
Il primo nucleo dell'azienda fu un deposito realizzato a Sesto San Giovanni, dal quale iniziò la vendita di gas liquido in bombole imbottigliato direttamente in Italia, mentre fino ad allora esso veniva importato già imbottigliato direttamente dall'estero. Questo consentì di portare questo combustibile al di fuori delle grandi città dove non esisteva una rete di distribuzione del gas.
La possibilità di fornire una massa di utenti non raggiunti da reti di distribuzione, fece esplodere questo mercato in concomitanza con lo sviluppo dell'economia italiana dopo le distruzioni della guerra.
Ben presto vennero costruiti stabilimenti in altri paesi d'Europa ed in particolare in Albania, Austria, Bulgaria, Germania, Grecia, Spagna, Francia, Polonia, Serbia e Romania, e in Marocco e Sudafrica.
Di pari passo continuò lo sviluppo dell'attività su tutto il territorio italiano con la costruzione di un grande deposito costiero nel napoletano, divenuto oggi uno dei più grandi dell'intero bacino del Mediterraneo.
Agli inizi degli anni settanta, a seguito dello sviluppo di ville unifamiliari nelle periferie delle grandi città, non ancora servite da reti di distribuzione del gas, introdusse in Italia i piccoli serbatoi che consentirono di fornire quantità più elevate che una singola bombola, atte a soddisfare le aumentate esigenze di consumo legate anche al riscaldamento oltre che all'uso iniziale di sola preparazione dei cibi.
Oggi la ButanGas è presente in Italia con una rete di 15 filiali che riforniscono clienti sull'intero territorio nazionale, e anche con alcune stazioni di servizio che erogano GPL e carburanti. 
L'azienda è inoltre presente in Romania (dal 1966) e Serbia con il marchio ButanGas, e in Grecia, Germania, Austria e Polonia con altri marchi controllati da Veroniki Holding.